# Honda RC213V
Honda RC213V — гоночний мотоцикл, розроблений компанією Honda для участі у змаганнях серії MotoGP починаючи з сезону 2012 року. Правила участі у змаганнях 2012 року дозволяли використовувати мотоцикл з максимальним робочим об'ємом двигуна до 1000 см³, максимальною кількістю циліндрів до 4, та діаметром до 81 мм. Замінив модель Honda RC212V. Вартість мотоцикла з набором двигунів та обслуговуванням на сезон - € 1 млн.
Специфікація моделі розшифровується як:
- RC — традиційний спортивний префікс Honda для 4-тактних двигунів;
- 213 — 3-є покоління у 21 столітті;
- V — V-подібний.

Розробкою мотоцикла керував Шінічі Кокубу — технічний директор Honda Racing Corporation.

## RC213V-S
У червні 2015 року була представлена дорожня версія мотоцикла, яка отримала назву RC213V-S. Її представив колишній чемпіон світу MotoGP Кейсі Стоунер. Компанія позиціювала дану модель як «мотоцикл MotoGP для доріг».
Замовлення на мотоцикл почнуть прийматись он-лайн з 13 липня 2015 року на спеціально створеному сайті rc213v-s.com, а його орієнтовна вартість становитиме: у Великій Британії — приблизно 140 тис. фунтів, в Європі — 188 тис. €, в США — 184 тис. $.
В порівнянні з гоночною версією, RC213V отримав необхідні для використання на дорогах загального користування зміни у дизайні: кріплення для номерів, передні та задні фари, тощо. Окрім того, зміни торкнулись і двигуна — магнієвий картер був замінений алюмінієвим, дизайн поршнів був змінений з метою збільшення інтервалу технічного обслуговування, а пневматичний привід клапанів став пружинним. Вихлопна труба, хоч зовнішнім виглядом і нагадувала гоночну версію, проте була перероблена з метою приведення шуму у відповідність до дозволених норм; також було додано каталізатор.

## Результати у MotoGP
| Рік  | Шини        | Команда                 | №  | Гонщик           | Очки | Місце |
| ---- | ----------- | ----------------------- | -- | ---------------- | ---- | ----- |
| 2012 | Bridgestone | Repsol Honda            | 1  | Кейсі Стоунер    | 254  | 3     |
| 2012 | Bridgestone | Repsol Honda            | 26 | Дані Педроса     | 332  | 2     |
| 2012 | Bridgestone | San Carlo Honda Gresini | 19 | Альваро Баутіста | 178  | 5     |
| 2012 | Bridgestone | LCR Honda MotoGP        | 6  | Штефан Брадль    | 135  | 8     |
| 2013 | Bridgestone | Repsol Honda            | 93 | Марк Маркес      | 318  | 1     |
| 2013 | Bridgestone | Repsol Honda            | 26 | Дані Педроса     | 280  | 3     |
| 2013 | Bridgestone | San Carlo Honda Gresini | 19 | Альваро Баутіста | 160  | 6     |
| 2013 | Bridgestone | LCR Honda MotoGP        | 6  | Штефан Брадль    | 146  | 7     |
| 2014 | Bridgestone | Repsol Honda            | 93 | Марк Маркес      | 362  | 1     |
| 2014 | Bridgestone | Repsol Honda            | 26 | Дані Педроса     | 246  | 4     |
| 2014 | Bridgestone | GO&FUN Honda Gresini    | 19 | Альваро Баутіста | 89   | 11    |
| 2014 | Bridgestone | LCR Honda MotoGP        | 6  | Штефан Брадль    | 117  | 9     |
| 2015 | Bridgestone | Repsol Honda            | 93 | Марк Маркес      | 242  | 3     |
| 2015 | Bridgestone | Repsol Honda            | 26 | Дані Педроса     | 206  | 4     |
| 2015 | Bridgestone | Repsol Honda            | 7  | Хіросі Аояма     | 5    | 25    |
| 2015 | Bridgestone | CWM LCR Honda LCR Honda | 35 | Кел Кратчлоу     | 125  | 8     |
| 2015 | Bridgestone | EG 0,0 Marc VDS         | 45 | Скотт Реддінг    | 84   | 13    |

## Цікаві факти
Хоча Honda RC213V має двигун об'ємом 1000 см³, що на 200 см³ більше від Honda RC212V, середня витрата пального в нього нижча ніж у попередника. Він дорівнює 17 л/100 км.